# Miltochrista javana
Miltochrista javana là một loài bướm đêm thuộc phân họ Arctiinae, họ Erebidae.